# Tokarówka (obwód kijowski)
Tokarówka (ukr. Токарівка) – wieś na Ukrainie, w obwodzie kijowskim, w rejonie białocerkiewskim.
Na początku XVIII wieku należała do klucza Wołodarka książąt Wiśniowieckich. Do 1861 należała do dóbr Pietraszówka Józefa Straszyńskiego, od którego nabyła Tokarówkę Augusta Podgórska.

## Pałac
Pałac wybudowany pod koniec XIX w. przez Emanuela Swieykowskiego.

## Urodzeni
- Leonard Straszyński